# Haruhi Suzumiya
 (décembre 2023).
Si vous disposez d'ouvrages ou d'articles de référence ou si vous connaissez des sites web de qualité traitant du thème abordé ici, merci de compléter l'article en donnant les références utiles à sa vérifiabilité et en les liant à la section « Notes et références ».
Haruhi Suzumiya (japonais : 涼宮 ハルヒ, Voix japonaise : Aya Hirano, voix française : Chantal Macé) est une fille brune fictionnelle aux yeux bruns en première année de lycée. Elle est également l'héroïne de la La Mélancolie de Haruhi Suzumiya.
Elle est décrite par ses camarades de classe comme excentrique, belle et explosive. Elle est très sportive, et on mentionne ses notes comme « meilleures que les autres ». Sa vie sociale est par contre inexistante, elle rejette tout papotage et est vue par ses camarades de classe comme une folle. Elle semble uniquement intéressée par les extraterrestres, les gens dotés de pouvoirs surnaturels, les voyageurs du temps et les voyageurs interdimensionnels. Elle n'a apparemment aucun intérêt pour les humains normaux. Pour ce qui est des garçons, elle ne refuse aucun rendez-vous, mais semble se défaire de son compagnon dans les cinq minutes qui suivent, en citant des raisons comme « les rendez-vous sont répétitifs » ou « le mec était stupide ». Elle considère en effet les garçons comme des légumes et n'hésite pas à se changer pour les cours de sport alors qu'ils sont encore dans la classe (les élèves doivent se changer dans des vestiaires séparés pour les deux sexes).
Haruhi est la fondatrice du club « La Brigade de Haruhi Suzumiya pour offrir au monde des sensations fortes », abrégé en Brigade SOS (SOS団 Sekai wo Oini moriagerutame no Suzumiya Haruhi no Dan). Le club est composé de cinq membres : Haruhi, Kyon, Mikuru, Yuki, et Itsuki.
Le but de ce club est « d'apporter plus d'excitation dans le monde », et la seule contribution connue que la Brigade SOS a produite est un film pour le festival culturel du lycée intitulé Episode 00 : Les Aventures de Mikuru Asahina, avec Mikuru, Yuki et Itsuki en personnages principaux, filmé par Kyon et réalisé par Haruhi.
Elle est considérée comme la cause de l'incident survenu il y a trois ans, lorsqu'il y a eu une faille dans le continuum espace-temps, qui a affecté toute vie dans l'univers, et qui a aussi donné à certaines formes de vie sélectionnées des pouvoirs surnaturels. Ceci a attiré l'attention d'extra-terrestres et des civilisations humaines futures, dotées de technologies avancées en robotique, et en voyage temporel et dimensionnel.